# Động đất Nhã An 2022
Động đất Nhã An 2022 (tiếng Trung: 2022年芦山县地震) là trận động đất xảy ra vào lúc 17:00 (CST), ngày 1 tháng 6 năm 2022. Trận động đất có cường độ 5.8 richter, tâm chấn độ sâu khoảng 12 km. Hậu quả trận động đất đã làm 4 người chết, 42 người bị thương.